# 雨朵镇
雨朵镇，是中华人民共和国贵州省毕节市黔西市下辖的一个乡镇级行政单位。

## 行政区划
雨朵镇下辖以下地区：
雨朵社区、雷家寨村、雨朵村、登高村、老君关村、雨明村、龙场村、拉土村、小水井村、扯泥村、蒿枝村、土城村和平坝村。